# Charles-Ferdinand Nothomb
Charles-Ferdinand Nothomb (Bruselas, 3 de mayo de 1936-19 de abril de 2023) fue un político belga, francófono, miembro del Partido Social Cristiano, actual Centro Democrático Humanista. 

## Biografía
Hijo de Pierre Nothomb y tío de la escritora Amélie Nothomb. Ha sido: ministro de Exteriores (1980-1981); vicepresidente del Movimiento Europeo (desde 2002);  presidente de la Cámara de Diputados belga durante la prestación de juramento del rey Alberto II en 1993, en sede parlamentaria. 

## Distinciones
En 1995, el rey Alberto II le concedió el título honorífico de Ministro de Estado. A raíz de la crisis político-estatal desatada en Bélgica, en 2007, Nothomb fue uno de los Ministros de Estado consultados oficialmente por Alberto II en el castillo de Belvedere para salir de la crisis.

## Carrera política
- Diputado belga (1968-1995)
- Presidente del PSC (1972-79)
- Presidente de la Cámara de Representantes (1979-80)
- Eurodiputado (1979-80)
- Ministro de Asuntos Exteriores (1980-81)
- Vice primer ministro y ministro del interior y de la función pública (1981-85)
- Vice primer ministro y ministro del interior y de la descentralización (1985-86)
- Presidente de la Cámara de Representantes (1988-95)
- Senador belga (1995-99)
- Presidente del PSC (1996-98)